# Mốt và xu hướng

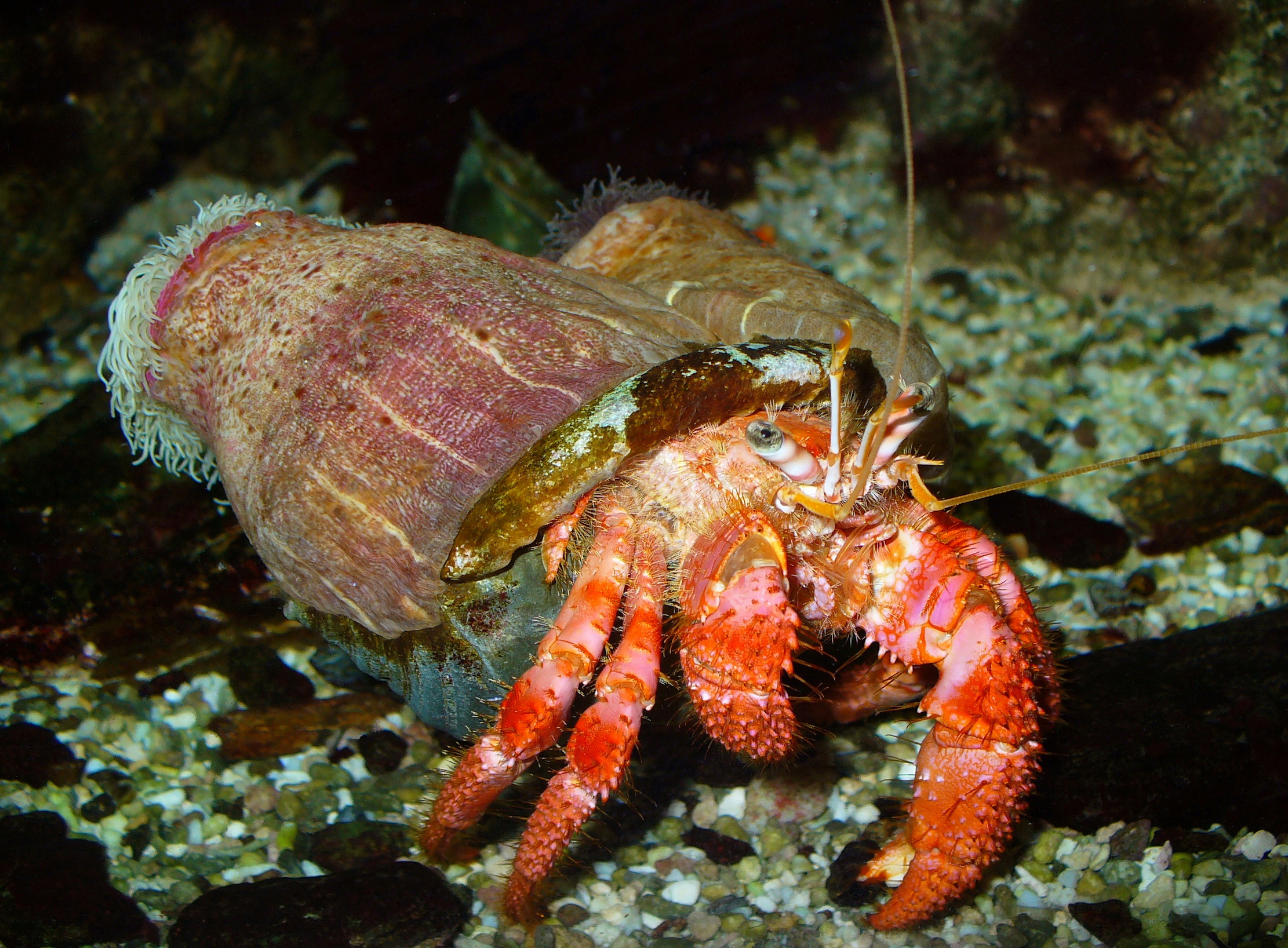
Nuôi ốc mượn hồn (ốc đua) từng là mốt ngắn ngủi ở Việt Nam trong thập niên 2000

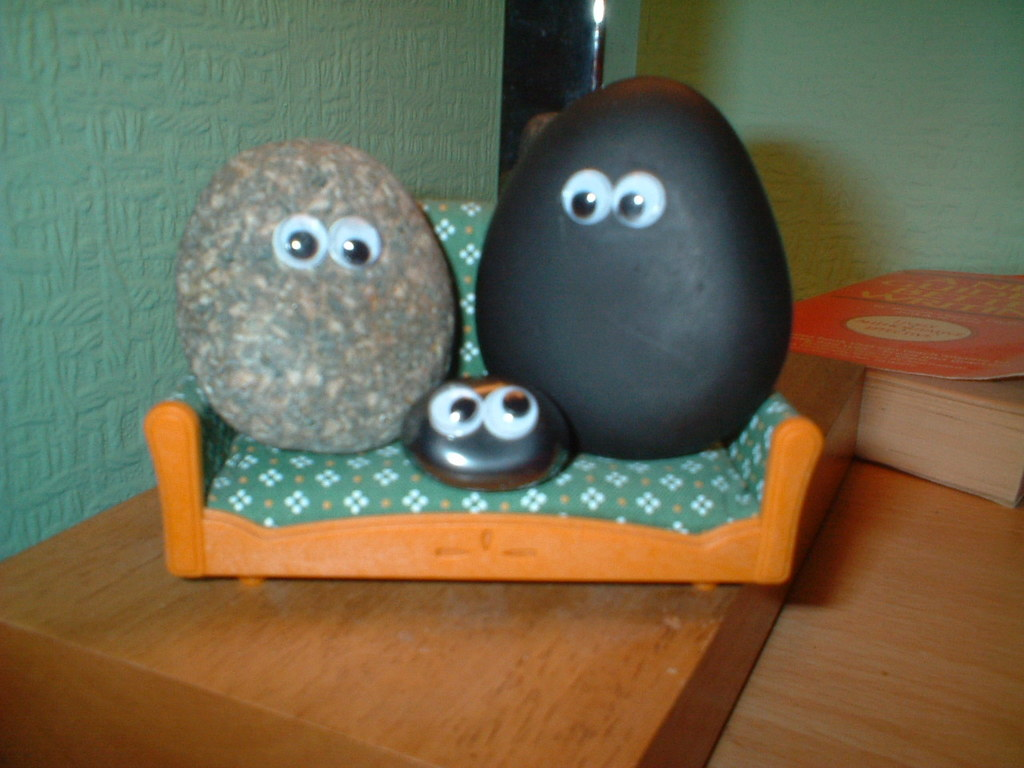
Nuôi đá đồ chơi (Pet Rock) từng là mốt ngắn ngủi trong thập niên 1970 ở Mỹ

Mốt và xu hướng, trào lưu hay mốt nhất thời (tiếng Anh: fad), hay còn gọi là hot trend ở Việt Nam, là bất kỳ hành vi chung hay phát ngôn nổi bật nào lan tỏa bên trong phạm vi một nền văn hóa, một thế hệ hay một nhóm xã hội mà ở đó một nhóm người nồng nhiệt hưởng ứng một cách bốc đồng trong một khoảng thời gian ngắn.
Đó là những vật thể, hành vi hay câu nói, từ ngữ bỗng chốc lên ngôi nhất thời rồi biến mất dần. Chúng thường được xem là xuất hiện bất thình lình, lan tỏa nhanh và có tuổi thọ ngắn ngủn.
Các mốt nhất thời gồm có: chế độ ăn kiêng, quần áo, kiểu tóc, đồ chơi, phát ngôn, v.v... Một vài mốt phổ biến xuyên suốt lịch sử thường là đồ chơi ví dụ như: yo-yo, vòng lắc eo, Labubu, BabyThree, Cry Baby hay nhảy theo mốt như Macarena và twist.
Nó tương tự với các thói quen hay tục lệ nhưng kém bền hơn, mốt nhất thời thường sản sinh ra một hoạt động, hành vi hoặc phát ngôn được xem là phổ biến theo cảm xúc hay sự phấn khích trong một nhóm người bằng vai phải lứa, hoặc tự cảm thấy "ngầu" giống như trên mạng xã hội vẫn thường quảng bá.
Mốt nhất thời được gọi là "lên ngôi" khi số người chạy theo nó bắt đầu tăng lên đến đỉnh điểm của sự chú ý. Chúng thường biến mất nhanh chóng khi người ta nhận thấy tính mới lạ không còn nữa.